# Miðvágs kommuna
Miðvágs kommuna var en kommune på Færøerne som omfattede Miðvágur og Vatnsoyrar på Vágar. Den blev oprettet i 1915, med et areal på 42 km². Den blev slått sammen med Sandavágs kommuna til Vágs kommuna den 1. januar 2009. Miðvágs kommuna havde ved sammenlægningen 1.118 indbyggere.
Venskabskommune var Reykjanesbær på Island.